# Skuld

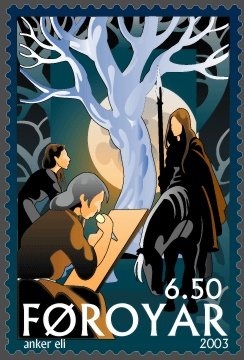
Minh họa Skuld (2003).

Skuld là nữ thần vận mệnh về tương lai và là một trong ba nữ thần Norn được coi là liên quan đến số mệnh của con người.

## Sách tham khảo
- Orchard, Andy (1997). Dictionary of Norse Myth and Legend. Cassell. ISBN 0-304-34520-2